# یوری شوتسوف
یوری شوتسوف (بلاروسی: Юрый Анатольевіч Шаўцоў؛ زادهٔ ۱۶ دسامبر ۱۹۵۹) بازیکن هندبال بلاروس‌تبار اهل شوروی بود.